# Iglesia de El Salvador (Sagunto)

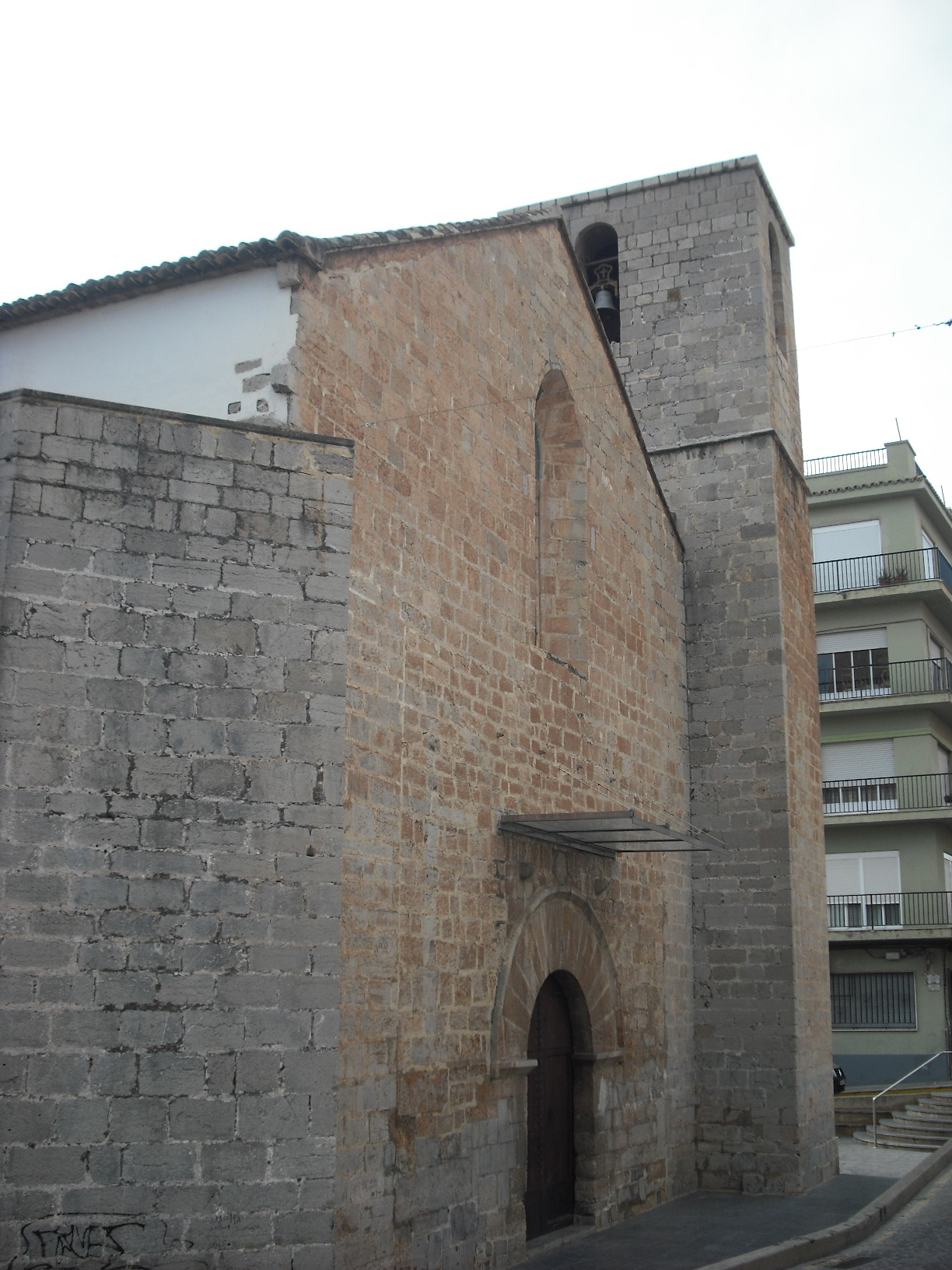
Iglesia parroquial de El Salvador

La iglesia parroquial de El Salvador del municipio de Sagunto (provincia de Valencia, España). Se trata de un edificio religioso con obras datables entre los siglos XIII y XVIII.

## Edificio
Se trata de una iglesia de una sola nave con un ábside poligonal y contrafuertes exteriores. La nave está dividida en tres tramos mediante arcos diafragma sobre los que apea la techumbre de madera, siguiendo la tipología de las llamadas "iglesias de reconquista". El ábside presenta cinco lados, y está cubierto con bóveda de crucería con plementería de ladrillo. En el lado de la epístola se encuentran, en el primer tramo a los pies, el acceso a la torre y la capilla bautismal. 
En este mismo lado en el tramo previo a la cabecera se encuentra la capilla de la Comunión. Se trata de un espacio con planta de cruz griega, cubierto con una bóveda de media naranja. El alzado interior se realiza mediante pilastras de orden compuesto. 
La fachada de la iglesia presenta una portada de arco de medio punto con marcada línea de imposta. En la parte superior se abre un vano ligeramente apuntado. 
Adosada a la fachada de la iglesia se encuentra la torre campanario. De planta rectangular está dividida en dos cuerpos mediante una línea de imposta. El cuerpo superior alberga las campanas, en él se abren tres vanos de medio punto en los lados norte, sur y oeste. A ella se accede desde el interior de la iglesia. Al interior presenta una escalera de caracol de nabo central realizada en sillería. 
La iglesia fue restaurada entre 1991 y 1992. En la restauración se procedió a la eliminación de las casas anejas por el lado norte generando una plaza. La sacristía fue construida en la nueva plaza. Con esto las fachadas de la iglesia quedaron libres de edificaciones, y fueron encaladas. Se realizaron excavaciones arqueológicas en las que aparecieron una piedra sepulcral, los cimientos de la primitiva iglesia, azulejos y piezas cerámicas de época romana.